# Église de l'Assomption-du-Bac
L'église de l'Assomption-du-Bac  ou  église de la Dormition-du-Bac  (en langue russe : Церковь Успения с  (от, у) Парома) est une église orthodoxe de la ville de Pskov, en Russie. C'est une construction typiquement pskovienne du XVIe siècle, avec son clocher-arcade. C'est un édifice historique et culturel remarquable de la fédération de Russie. Il est situé dans le quartier de Zavelitché, au bout du pont Olginski, sur les bords de la rivière Velikaïa, sur le quai krasnoarmeiskaïa.

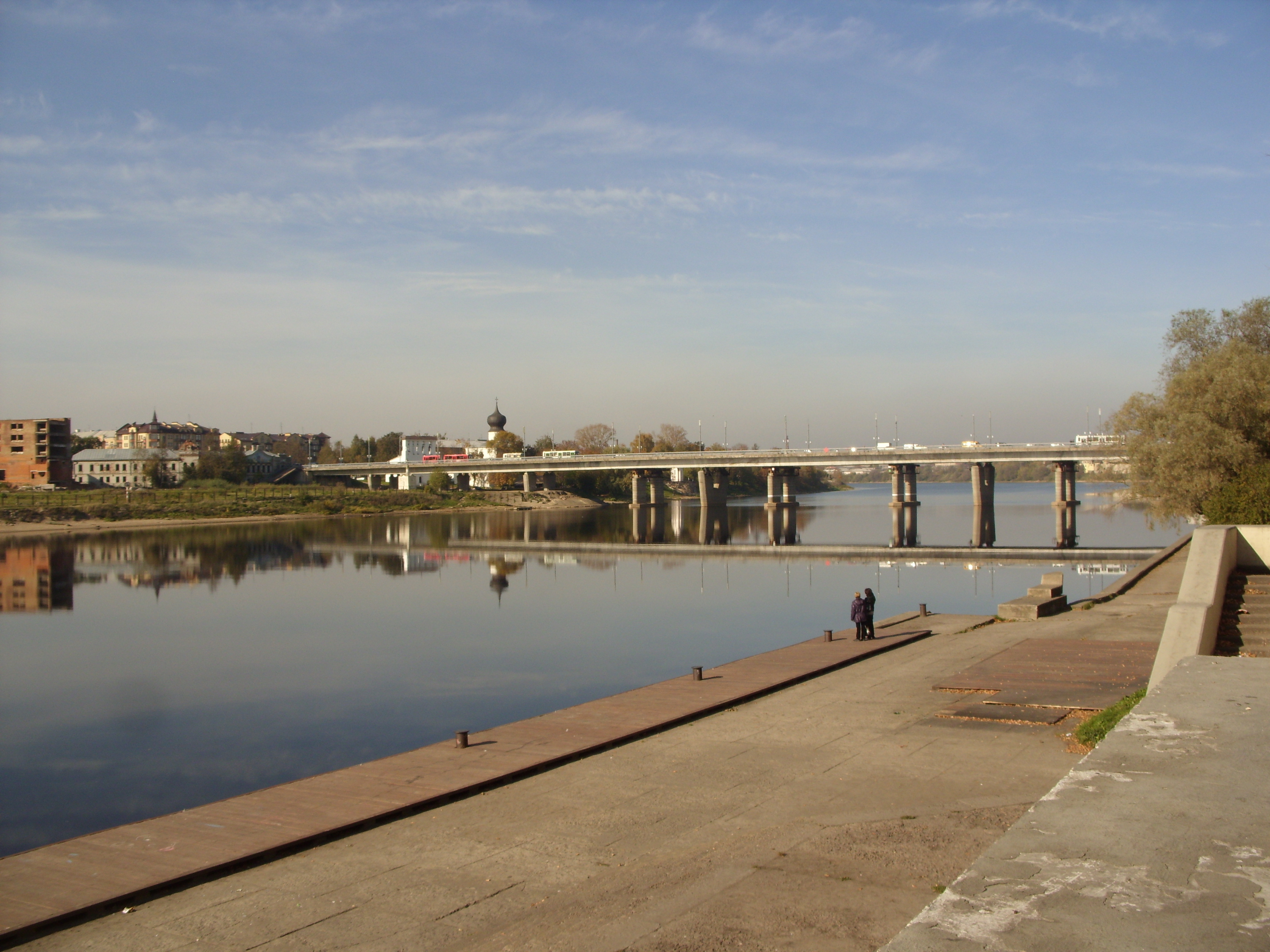
vue du pont et de l'église de l'Assomption-du-Bac

## Description
Cet édifice marquait à l'origine l'endroit de passage de la rivière sur un bac. Le cours de la Velikaïa est lent mais les eaux sont abondantes. Sa silhouette bien dégagée est fort découpée. Le clocher-arcade est détaché de l'ensemble et tourne sa façade vers le krom de Pskov. L'ensemble des bâtiments ressemble de loin à un petit village.
Deux  chapelles entourent l'église : celle située au sud est dédiée à la Nativité de la Vierge et au saint orthodoxe Nil Stolobenski décédé au XVIe siècle ; celle située au nord à Mère de Dieu.

### Mesures
Surface de l'église : largeur 16 mètres, longueur 20 mètres, hauteur 15 mètres, avec le dôme et le tambour environ 40 mètres.
Dimension du clocher-arcade : 15 x 12 mètres, hauteur ; environ 15 mètres.

## Histoire
- En 1444 . Première mention de l'église dans les chroniques.
- En 1521 . Reconstruction dans son aspecte actuel.
- En 1960 . Une résolution du Conseil de la République socialiste fédérative soviétique de Russie  № 1327 place l'église sous la protection de l'état comme monument d'importance nationale.

## Rénovation et renouveau religieux
Plusieurs rénovations ont été organisées dans les années 1948-1951, puis dans les années 1998-1999
- En 1994 le bâtiment retourne dans le patrimoine de l'église orthodoxe.
- Depuis  1997 sa gestion relève des attributions du département des affaires intérieures de Pskov.
- Le 24 avril 2007, le métropolite de Pskov a consacré une nouvelle iconostase.
- Le 25 août 2008 de nouvelles cloches sont installées sur le clocher.
- Le 7 novembre 2008 les nouvelles cloches sont bénites officiellement. L'historien d'art Saveli Iamchtchikov) participe à cette cérémonie quelques mois avant son décès en juillet 2009.

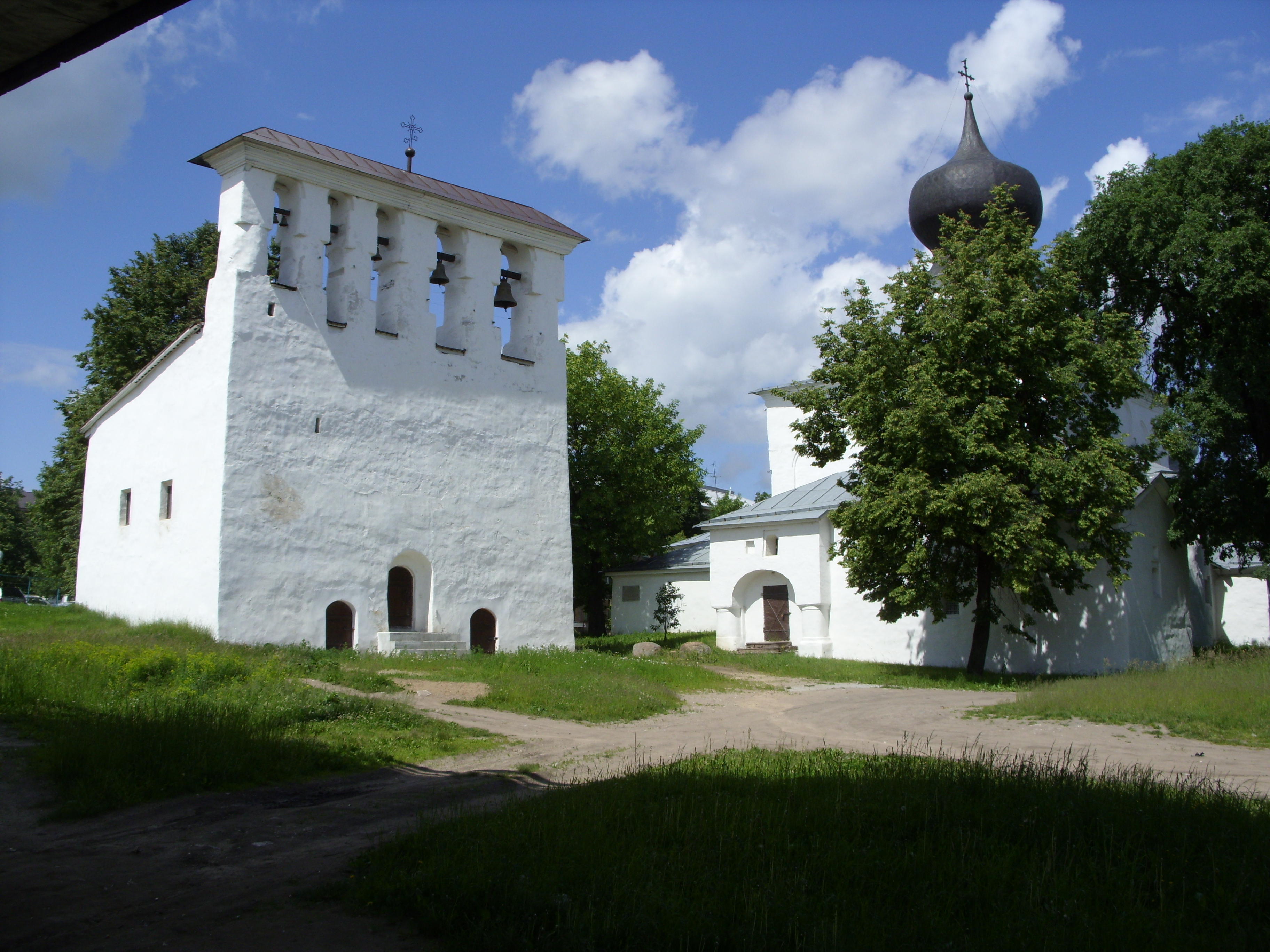
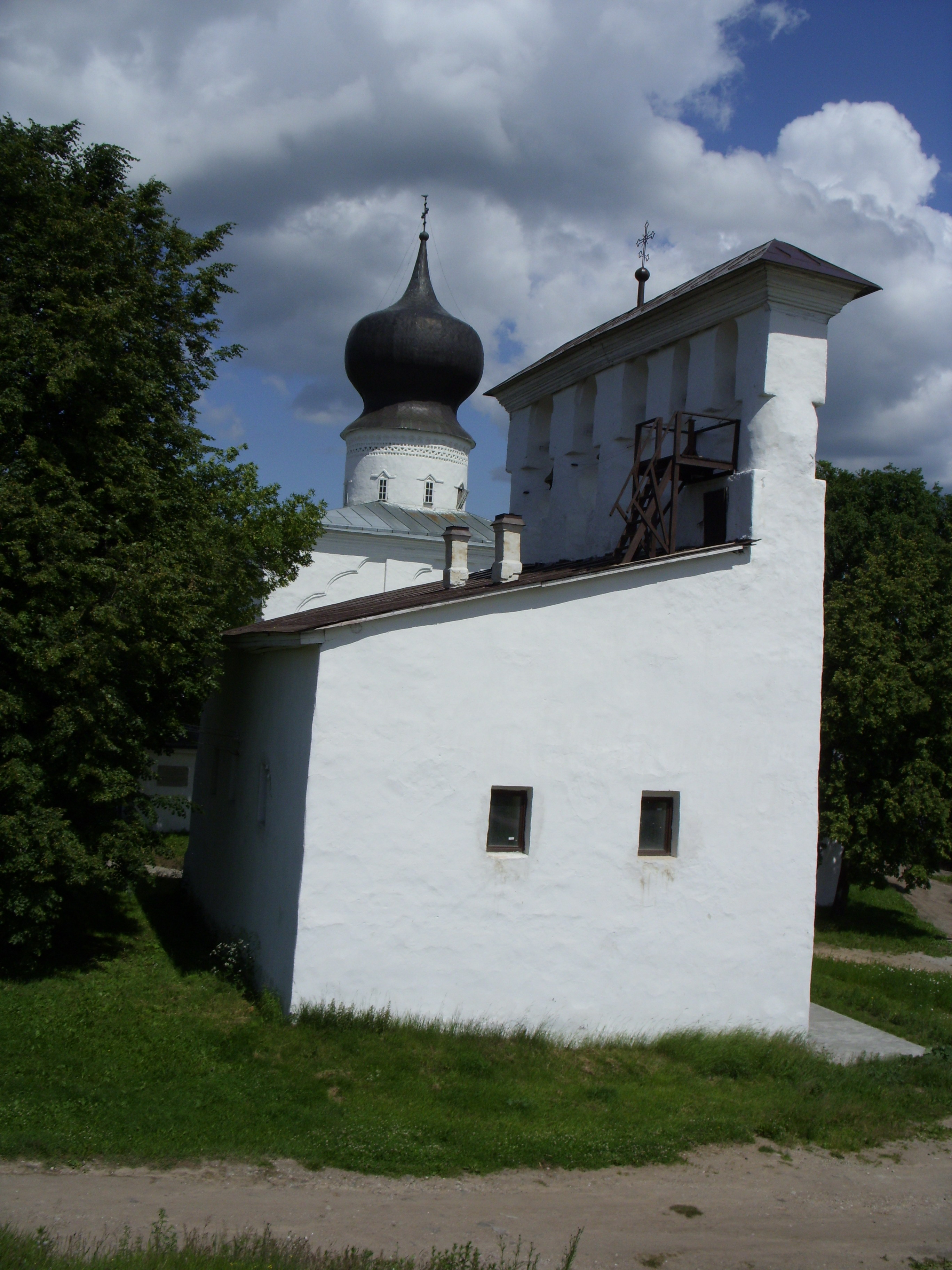
clocher-arcade
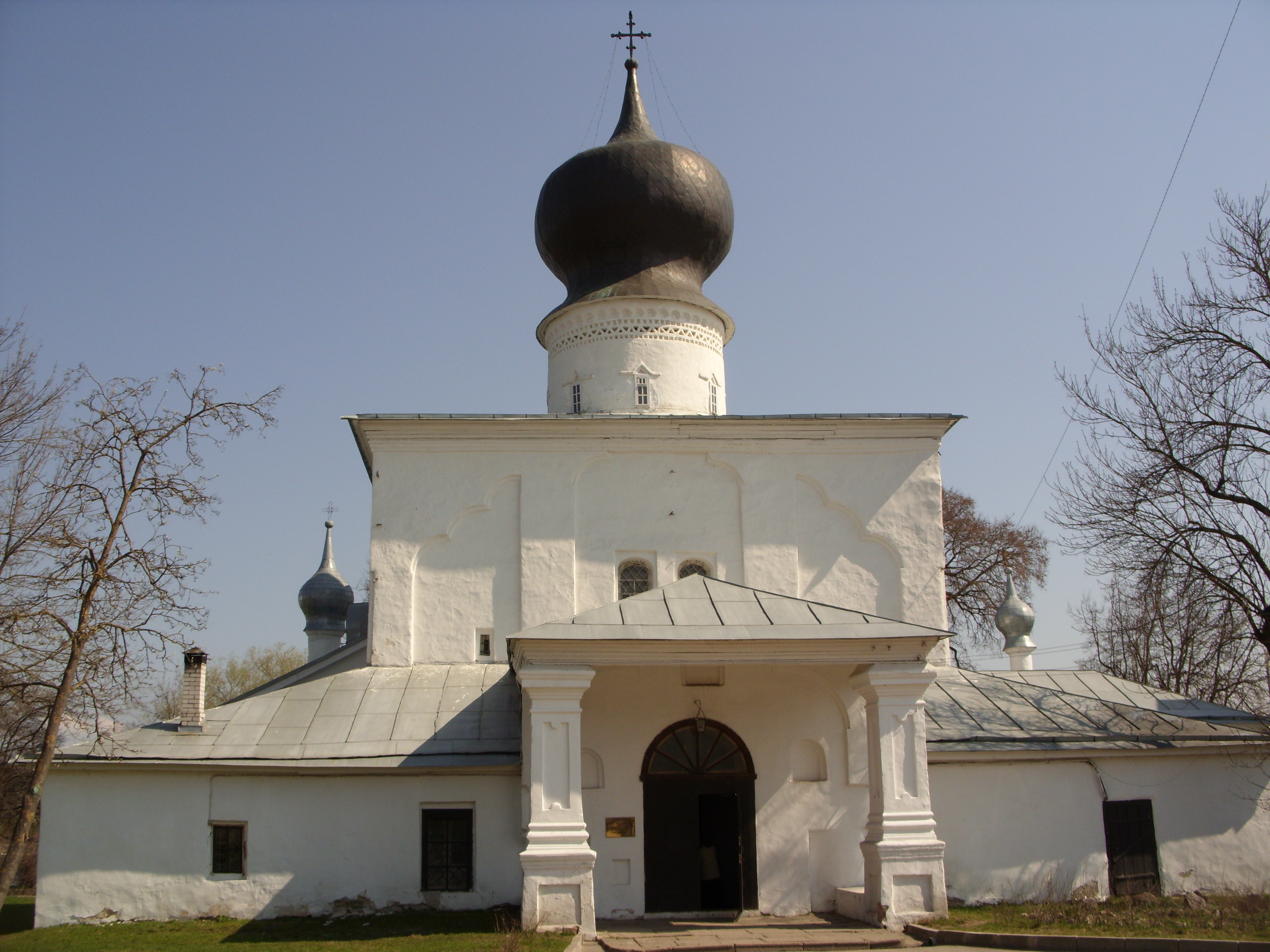
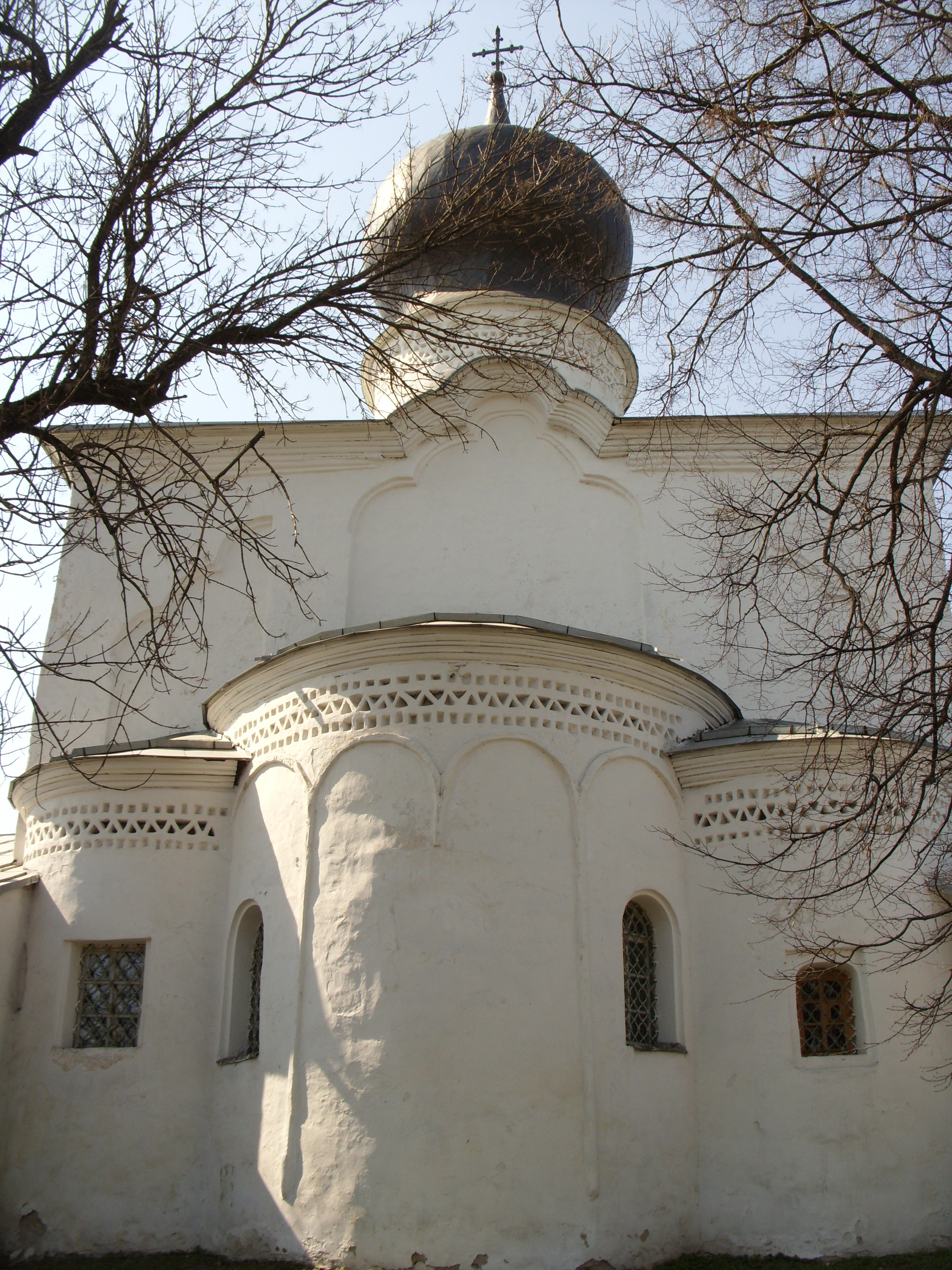
Absides